# 수빈 박씨
유빈 박씨(綏嬪 朴氏, 1770년 6월 1일 (음력 5월 8일) ~ 1823년 2월 6일 (1822년 음력 12월 26일)) 또는 수빈 박씨(綏嬪 朴氏)는 조선 정조(正祖)의 후궁이며, 순조(純祖)의 어머니이다.
궁호인 가순궁(嘉順宮)으로도 잘 알려져 있으며, 경칭은 유빈 저하(綏嬪邸下)이다.

## 개요
본관은 반남(潘南)이며, 정조의 마지막 간택 후궁으로, 정조와의 사이에서 순조와 숙선옹주(淑善翁主)를 낳았다. 조선 역사상 후궁의 신분으로 생존시에 아들이 국왕이 되는 영예를 직접 누린 사람은 수빈 박씨가 유일하다. 대한제국 고종 때 비(妃)로 추증되었다.

## 생애

### 탄생과 가계
1770년(영조 46년) 5월 8일, 박준원(朴準源)과 원주 원씨(原州 元氏)의 셋째 딸로 태어났다.
영조의 부마인 박명원과 정조 시대의 실학자 연암 박지원은 수빈의 아버지 박준원과 동항렬의 친척이다. 어머니 원주 원씨는 효종의 여섯째 딸인 숙경공주의 손자 원경유의 딸이며, 윤두수의 7세손인 윤형동의 외손녀이다.

### 후궁 간택
정조의 장남 문효세자가 요절하고, 문효세자를 낳은 의빈 성씨마저 죽자, 후사를 근심하던 예순왕대비(정순왕후)의 명으로 간택령을 내려 후궁을 선발하였다. 당시 정조의 정비인 효의왕후와 후궁인 화빈 윤씨에게 소생이 없었기 때문이다.
1787년(정조 11년) 2월 8일, 삼간택을 통해 정조의 후궁으로 간택되었다. 2월 11일, 수빈(綏嬪)의 빈호를 받고, 다음날인 2월 12일 정조와 가례를 올렸다. 삼간택을 거쳐 간택된 수빈의 가례는 왕비의 가례에 준할만큼 그 의장과 예식이 성대하였다. 이 무렵 가순궁(嘉順宮)의 궁호를 받았으며, 이후 빈호인 수빈보다 궁호인 가순궁으로 더 많이 칭해졌다.

### 후궁 시절

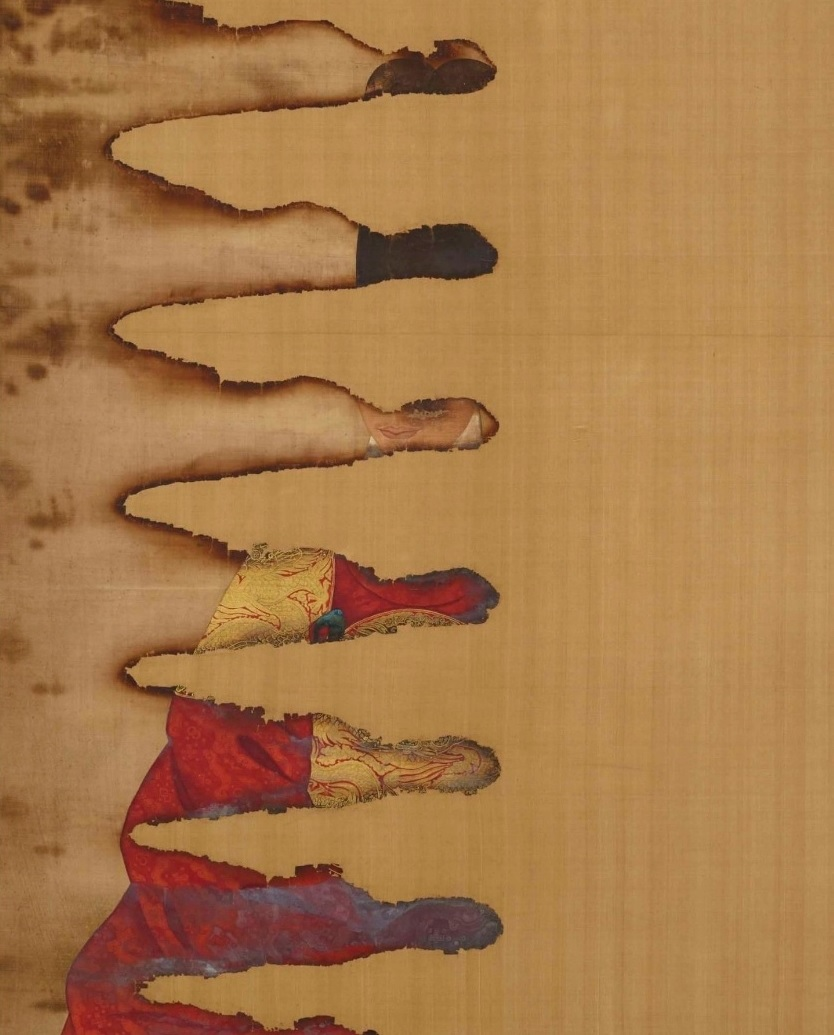
순조 어진 (1808년)
----수빈 박씨의 아들인 순조의 19세 때의 모습을 그린 어진이다.

1790년(정조 14년) 6월 18일, 창경궁 집복헌에서 순조를 낳았다. 후사가 없음을 근심하던 정조는 아들이 태어나자 크게 기뻐하였다. 수빈이 순조를 낳은 6월 18일은 순조의 할머니인 혜경궁 홍씨의 생일이기도 하였다. 1793년(정조 17년) 3월 1일에는 숙선옹주를 낳았다.
정조는 수빈의 백부이자 박준원의 형인 박윤원과 서찰을 주고 받으며 교류하였고, 박준원의 장남이자 수빈의 큰오빠인 박종보(朴宗輔)를 신임하고 총애하였다. 정조와 박종보는 돈독한 사이였으며, 정조는 박종보를 격식 없이 대하기도 하였고, 많은 선물을 하사하기도 하였다. 정조가 박종보에게 보낸 편지는 어찰첩에 수록되어 국립고궁박물관에 소장되어 있다.
1800년(정조 24년) 1월 1일, 아들 순조가 왕세자에 책봉되었다.

### 순조의 즉위
1800년 6월 28일, 정조가 승하하고 1주일 후인 7월 4일 아들 순조가 즉위하였다. 순조의 나이가 어렸으므로 즉위와 함께 왕의 법적 증조모이자, 영조의 계비인 대왕대비 김씨(정순왕후)가 3년간 수렴청정을 하였다.
대왕대비는 수빈의 아버지 박준원을 어영대장으로, 수빈의 오빠인 박종보와 박종경(朴宗慶)을 경모궁령과 종척의 집사로 삼았다. 이후 박준원의 벼슬은 점점 높아져 공조판서와 판돈녕부사에 임명되었으며 박종보는 승지에 임명되었다. 박준원은 아들 박종경에게 내리는 과분한 특전을 거두어 달라고 상소하기도 하였다.
박준원이 죽은 뒤, 수빈의 가문인 반남 박씨는 박종경을 중심으로 세를 형성하여, 순조의 처가인 안동 김씨와 더불어 세도정치 시기의 세도가문 중 하나가 되었다. 순조는 김조순과 안동 김씨에게 권력이 집중되는 것을 막고자, 자신의 외숙부인 박종경의 벼슬을 높이고 외가인 반남 박씨를 기용하였다. 순조 중기에는 안동 김씨 주도하에 반남 박씨가 공존하는 양상을 띠었으나, 박종경과 수빈이 죽은 후에는 세력이 약화되었다.

### 사망
1822년(순조 22년) 12월 26일, 창덕궁 보경당(寶慶堂)에서 졸하였다.
시호는 현목유빈(顯穆綏嬪)이며, '행실이 중외에 드러남'을 '현(顯)'이라 하고 '덕을 베풀고 의로움을 간직함'을 '목(穆)'이라 한다. 묘소는 휘경원(徽慶園)이며, 양주 배봉산 기슭에 위치하였다가, 철종 대에 현재의 위치인 남양주시 진접읍으로 이장하였다. 첫 매장지였던 서울 동대문구 휘경동(徽慶洞)의 지명은 수빈의 묘인 휘경원에서 유래되었다.
1823년(순조 23년), 창경궁 내의 전각에 신위를 봉안하고 현사궁(顯思宮)으로 불렀다가, 3년상이 끝나고 사당을 지어 경우궁(景祐宮)으로 명명하고 신위를 옮겨 봉안하였다. 갑신정변 당시 고종과 명성황후가 경우궁으로 피신하기도 하였다. 경우궁은 국왕을 낳은 후궁들의 사당인 칠궁(七宮)을 구성하는 사당 중 하나이다.
1901년(고종 38년 · 광무 5년), 고종이 정조를 선황제(宣皇帝)로 추존함에 따라 유빈 박씨도 유비(綏妃)로 추존되었다. 최종 시호는 현목유비(顯穆綏妃)이다. 1902년(고종 39년 · 광무 6년), 특진관 이주영 등이 유빈을 황후로 추존할 것을 청하였으나 고종은 이를 거절하였다.

## 진향문
순조는 어머니 수빈의 죽음을 슬퍼하며 직접 진향문을 지었다.
수빈 박씨 진향문

"아들 국왕 이공(李玜)은 감히 선자친(先慈親) 수빈 박씨의 영좌(靈座) 앞에 고합니다.
아! 슬픕니다. 자궁(慈宮)의 지극하신 자애로 마침내 소자를 버리셨단 말입니까?
자궁의 높으신 덕으로 장수를 누리지 못하셨단 말입니까?
하늘이시여, 원통합니다. 이 무슨 연고입니까?
(중략)
소자가 경황이 없어도 굽어 돌보심이 없고
소자가 설움이 북받쳐도 굽어 들으심이 없으셨으니,
음성과 모습이 영영 사라져 저승과 이승이 드디어 막히게 되었습니다.
하늘이여, 원통합니다. 이 무슨 연고입니까?
(중략)
아! 슬픕니다. 세월이 덧없이 흘러 장례의 시기가 임박하였으니,
재실(梓室)을 어루만지는 날도 얼마 남지 않았습니다.
슬픈 소자는 누구를 의지하고 살며, 천승(千乘)의 봉양은 어디에 하고,
하루 세 차례 문안을 어느 곳에 한단 말입니까?
생각하면 창자가 꺾이고 말을 하자면 목이 메입니다.
유유한 이 세상에 나는 어떤 사람이란 말입니까?

(중략)
하늘이여, 원통합니다. 이 어인 연고입니까? 아! 슬픕니다.
지극히 서러우면 말이 없는 것이고 지극히 슬프면 글도 없는 것입니다.
지금 이 울부짖음은 말도 아니고 글도 아니며
오직 소자가 못다 하여 가슴이 미어지는 심정을
만에 하나 하는 마음으로 하소연하는 것뿐입니다.
밝으신 영령께서는 아시고 계십니까, 모르고 계십니까?
아! 슬픕니다. 아! 슬픕니다."

## 가족 관계
| 조선의 후궁 | 유빈 박씨 綏嬪 朴氏 | 출생                                      | 사망                                                                    |
| 조선의 후궁 | 유빈 박씨 綏嬪 朴氏 | 1770년 6월 1일 (음력 5월 8일) 조선 한성부 | 1823년 2월 6일 (1822년 음력 12월 26일) (52세) 조선 한성부 창덕궁 보경당 |

|    |                     | 본관 | 생몰년          | 부모                              | 비고              |
| -- | ------------------- | ---- | --------------- | --------------------------------- | ----------------- |
| 부 | 박준원 朴準源       | 반남 | 1739년 - 1807년 | 박사석 朴師錫 기계 유씨 杞溪 兪氏 |                   |
| 모 | 원주 원씨 原州 元氏 | 원주 | 1740년 - 1783년 | 원경유 元景游 해평 윤씨 海平 尹氏 | 숙경공주의 증손녀 |

| 조선 제22대 국왕 대한제국의 추존 황제 | 정조 선황제 正祖 宣皇帝 | 출생                                                       | 사망                                                             |
| 조선 제22대 국왕 대한제국의 추존 황제 | 정조 선황제 正祖 宣皇帝 | 1752년 10월 28일 (음력 9월 22일) 조선 한성부 창경궁 경춘전 | 1800년 8월 18일 (음력 6월 28일) (47세) 조선 한성부 창경궁 영춘헌 |

| 작호 | 작호                                      | 이름  | 생몰년          | 배우자                                            | 비고                                    |
| ---- | ----------------------------------------- | ----- | --------------- | ------------------------------------------------- | --------------------------------------- |
| 장남 | 순조 숙황제 純祖 肅皇帝 순조대왕 純祖大王 | 공 玜 | 1790년 - 1834년 | 순원숙황후 김씨 純元肅皇后 金氏 순원왕후 純元王后 | 조선의 제23대 국왕 대한제국의 추존 황제 |
| 장녀 | 숙선옹주 淑善翁主                         |       | 1793년 - 1836년 | 영명위 홍현주 永明尉 洪顯周                       |                                         |

## '綏'의 발음에 관하여
한자 '綏'의 발음과 관련하여 수빈이 아니라 유빈이라는 의견이 있으나 현대의 대부분의 서적은 수빈(綏嬪)으로 발음하여 적고 있다. 하지만 綏에는 '수' 뿐만이 아니라 '유'라는 발음이 존재해 왔으며, 수빈 박씨 사망 당시에 한글로 쓰여진 진향문과 애책문, 상시문에는 모두 수빈이 아니라 '유빈'으로 기록하고 있다.

## 기타
- 조선 역사상 아들이 국왕으로 등극하는 것을 지켜본 유일한 후궁이다.[주 2]
- 영조 · 정조 시대의 학자 황윤석의 저서인 《이재난고》의 기록에 의하면 정조는 수빈의 임신을 늦게 반포하였다고 한다.[20]
- 수빈은 후궁으로서 몸을 삼가고 근신하였으며, 정순왕후와 혜경궁 홍씨, 효의왕후를 정성으로 받들어 칭송이 자자하였다.
- 혜경궁 홍씨의 《한중록》 중 3부는 손자인 순조에게 사도세자 사건의 전말과, 친정 가문의 억울함 등을 알리고 신원하기 위해 작성되었는데, 《한중록》의 내용에 따르면 순조 연간에 작성된 3부는 며느리인 수빈의 권유로 작성하였다. 혜경궁 홍씨는 수빈에게 《한중록》을 맡기기도 하였다.
- 시증조모인 숙빈 최씨와 100년의 시간 간격을 두고 태어나 유사한 삶을 살았다. 두 사람 모두 노론이었으며, 아들이 왕이 되었다. 또한 숙빈이 영조를 낳은 보경당에서 수빈이 서거하였다.

## 수빈 박씨가 등장하는 작품
- 1989년 MBC 《조선왕조 오백년 - 파문》 (배우 : 홍진희)
- 1990년 MBC 《조선왕조 오백년 - 대원군》 (배우 : 정애란)
- 1994년 MBC 《야망》 (배우 : 박소현)
- 2012년 MBC 《신비한TV 서프라이즈》 (배우 : 김하영)

## 같이 보기
- 정조
- 순조
- 헌경왕후
- 효의왕후
- 휘경동
- 경우궁
- 반남 박씨
- 세도정치
- 가순궁동가의절 : 가순궁이 행차할 때의 식차(式次)를 적은 책
- 정조 사 박종보 어찰첩 : 정조가 수빈의 큰오빠인 박종보에게 보낸 편지를 모아놓은 어찰첩으로 경기도 유형문화재 제300호로 지정되어 있다.

### 주해
1. ↑  19세기 당시에는 수빈이 아니라 유빈으로 발음하였다.
 유빈 박씨 진향문 한글본
 유빈 박씨 애책문과 상시문 한글본 보관됨 2021-05-10 - 웨이백 머신
2. 1 2  후궁 소생인 광해군, 경종, 영조의 생모는 아들이 즉위하기 전에 사망했다.